# 永達技術学院
永達技術学院（だいかんぎじゅつがくいん、Yung Ta Institute of Technology & Commerce）は、台湾屏東県麟洛郷に位置する私立技術学院である。

## 歴史
| 年     | 月日     | 事跡                                                                                    |
| ------ | -------- | --------------------------------------------------------------------------------------- |
| 1967年 | 5月24日  | 教育部より学校設立の認可を受ける                                                        |
| 1967年 | 9月1日   | 「永達工業専科学校」として開校 5年制化学工学科、工業管理科、食品加工科の3学科を設置     |
| 1982年 | -        | 夜間部2年制電子工学科を新設                                                             |
| 1990年 | 10月21日 | 「永達工商専科学校と改称」                                                              |
| 1996年 | -        | 二専進修補習学校国際貿易学科、企業管理学科を新設                                        |
| 1998年 | -        | 電子工学科、機械工学科、工業工学管理学科、企業管理学科、国際貿易学科の2年制課程を新設。 |
| 1991年 | 8月1日   | 「永達技術学院」と改称                                                                  |

## 組織
| |                                                                            |
| - 工学学群 - 機械工学科 - 電子工学科 - 電気機械工学科 - 建築工学科 - 工業工学管理学科 - 生物工学科 - 化学工学科 - 生活応用学群 - 運動健康レジャー学科 - 化粧品応用管理学科 - 応用外国語学科 | - 商業管理学群 - 企業管理学科 - 情報管理学科 - 国際企業学科 - 財務金融学科 |